# Plagiothecium lamprostachys
Plagiothecium lamprostachys är en bladmossart som beskrevs av Georg Friedrich von Jaeger 1878. Plagiothecium lamprostachys ingår i släktet sidenmossor, och familjen Plagiotheciaceae. Inga underarter finns listade i Catalogue of Life.